# San Juan Ñumí
San Juan Ñumí es una localidad del estado mexicano de Oaxaca. Es cabecera del municipio de San Juan Ñumí.

## Demografía
| Censo | Población |
| ----- | --------- |
| 1900  | 1289      |
| 1910  | 781       |
| 1921  | 886       |
| 1930  | 1090      |
| 1940  | 1178      |
| 1950  | 1115      |
| 1960  | 1204      |
| 1970  | 889       |
| 1980  | 259       |
| 1990  | 496       |
| 1995  | 226       |
| 2000  | 195       |
| 2005  | 177       |
| 2010  | 214       |
| 2020  | 206       |